# Antony Géros
Antony Géros [ʒeʁɔs] , dit Tony Géros, né le 22 juillet 1956 à Papeete, est un homme politique français, il est maire de Paea depuis juillet 2020 et président de l'Assemblée de la Polynésie française depuis mai 2023. 
Membre du Tavini huiraatira, il est vice-président de la Polynésie française à trois reprises, entre le 13 septembre 2007 et le 23 février 2008, du 16 février au 24 novembre 2009, ainsi que du 1er avril 2011 au 17 mai 2013.

## Biographie

### Président de l'Assemblée de la Polynésie française
Géros est élu président de l'Assemblée de la Polynésie française à la suite des élections du 23 mai 2004, au nom de l'Union pour la démocratie (UPLD) qui obtient 31 sièges contre 26 pour le Tahoeraa huiraatira, parti de Gaston Flosse. Son successeur à la présidence, bien qu'il soit brièvement remplacé par Hirohiti Tefaarere entre 2004 et 2005, Philip Schyle, le bat d'une voix d'écart le 13 avril 2006.
De retour à la présidence de l'Assemblée de la Polynésie française avec 41 des voix

### Vice-présidence de la Polynésie française
Il est une première fois vice-président de la  Polynésie française, sous Oscar Temaru, ainsi que ministre des Finances, du Logement, des Affaires foncières et du Développement des archipels, chargé de la réforme du statut et des relations avec l'Assemblée de Polynésie française et le Conseil économique, social et culturel, ainsi que porte-parole du gouvernement, du entre 2007 et 2008.
Géros est candidat pour l'UPLD en troisième position aux îles du Vent lors des élections territoriales de 2008. En 2009, il est à nouveau vice-président de la Polynésie française, dans le quatrième gouvernement dirigé par Temaru. Il est également ministre de l'Aménagement et du Développement des communes, chargé des affaires foncières et porte-parole du gouvernement. Il redevient vice-président en 2011 et ce jusqu'en 2013.

### Retour à l'Assemblée territoriale
Il est réélu lors des élections des représentants à l'Assemblée de la Polynésie française de 2013 et 2018.
Il est élu à la présidence de l'assemblée après la victoire du Tavini aux Élections territoriales polynésiennes de 2023.